# Seed Warriors
Seed Warriors ist ein Dokumentarfilm über den Svalbard Global Seed Vault von Katharina von Flotow (Drehbuch/Regie) und der Schweizer Film-/Fernsehregisseurin und Filmproduzentin Mirjam von Arx (Produktion/Regie) aus dem Jahr 2009.

## Handlung
Im norwegischen Spitzbergen, 1000 Kilometer vom Nordpol entfernt, wird ein Saatgut-Tresor eingeweiht, mit dem Wissenschaftler die globale Biodiversität langfristig sichern wollen. Es ist das angeblich sicherste Gebäude dieser Art auf der Welt. Gefeit gegen Naturkatastrophen, Klimaveränderungen und selbst Nuklearkriege sollen hier bald Samenproben aus aller Welt lagern und das Weiterbestehen der Artenvielfalt gewährleisten.
In Kenia wird Zachary Muthamia begleitet, der Direktor der nationalen Genbank. Er setzt die wenigen ihm zur Verfügung stehenden Mittel dazu ein, die Biodiversität seines Landes zu sichern und Kopien von Kenias pflanzlichem Erbgut für den Transport nach Norwegen vorzubereiten. In Nairobi will Marianne Bänziger, eine führende Mais-Expertin vom CIMMYT, mittels Kreuzung ein nicht-genmodifiziertes Saatgut entwickeln, das einen 20–30 % höheren Ernteertrag liefert als die heutigen Samen, und das der Dürre trotzen soll.

## Veröffentlichung
Festival-Premiere des Films war am 23. Januar 2010 in der Schweiz anlässlich der 45. Solothurner Filmtage.
Am 26. August 2010 ist der Film in den Deutschschweizer Kinos gestartet.